# Dicraeus elongatus
Dicraeus elongatus är en tvåvingeart som beskrevs av Curtis W. Sabrosky 1950. Dicraeus elongatus ingår i släktet Dicraeus och familjen fritflugor. Inga underarter finns listade i Catalogue of Life.